# Disartria
Disartria é uma perturbação neurológica caracterizada pela dificuldade em articular as palavras de maneira correta. Destacam-se, entre as principais causas, os acidentes vasculares cerebrais, os traumatismos crânio-encefálicos, algumas doenças neurológicas - como a Doença de Parkinson ou a Doença de Huntington -, ou algumas doenças neuromusculares progressivas, como a Miastenia Gravis (MG) ou a esclerose lateral amiotrófica. 
O tipo de extensão e localização da lesão podem condicionar o tipo e a gravidade da disartria. 
A intervenção de um terapeuta da fala/fonoaudiólogo pode ter efeitos positivos na melhoria da articulação ou da comunicação em geral. 
Na clínica médica, pode ser identificada como uma espécie de "fala enrolada, arrastada", à semelhança do modo como uma pessoa alcoolizada verbaliza.